# Ценёвский сельский совет (Козовский район)
Ценёвский сельский совет (укр. Ценівська сільська рада) — входит в состав
Козовского района
Тернопольской области
Украины.
Административный центр сельского совета находится в 
с. Ценёв.

## Населённые пункты совета
- с. Ценёв